# إيزابيل بولاي
إيزابيل بولاي (بالفرنسية: Isabelle Boulay) هي مغنية كندية فرنسية ولدت في يوم 6 يوليو 1972 في قرية سان فيليسيتي في كيبك في كندا. بدأت الغناء في سنة 1993 وأنتجت منذ ذلك 16 ألبوم.